# Glaciation
« Glaciaire » redirige ici. Pour l’article homophone, voir Glacière.
« Âge de glace » redirige ici. Pour les autres significations, voir Âge de glace (homonymie).

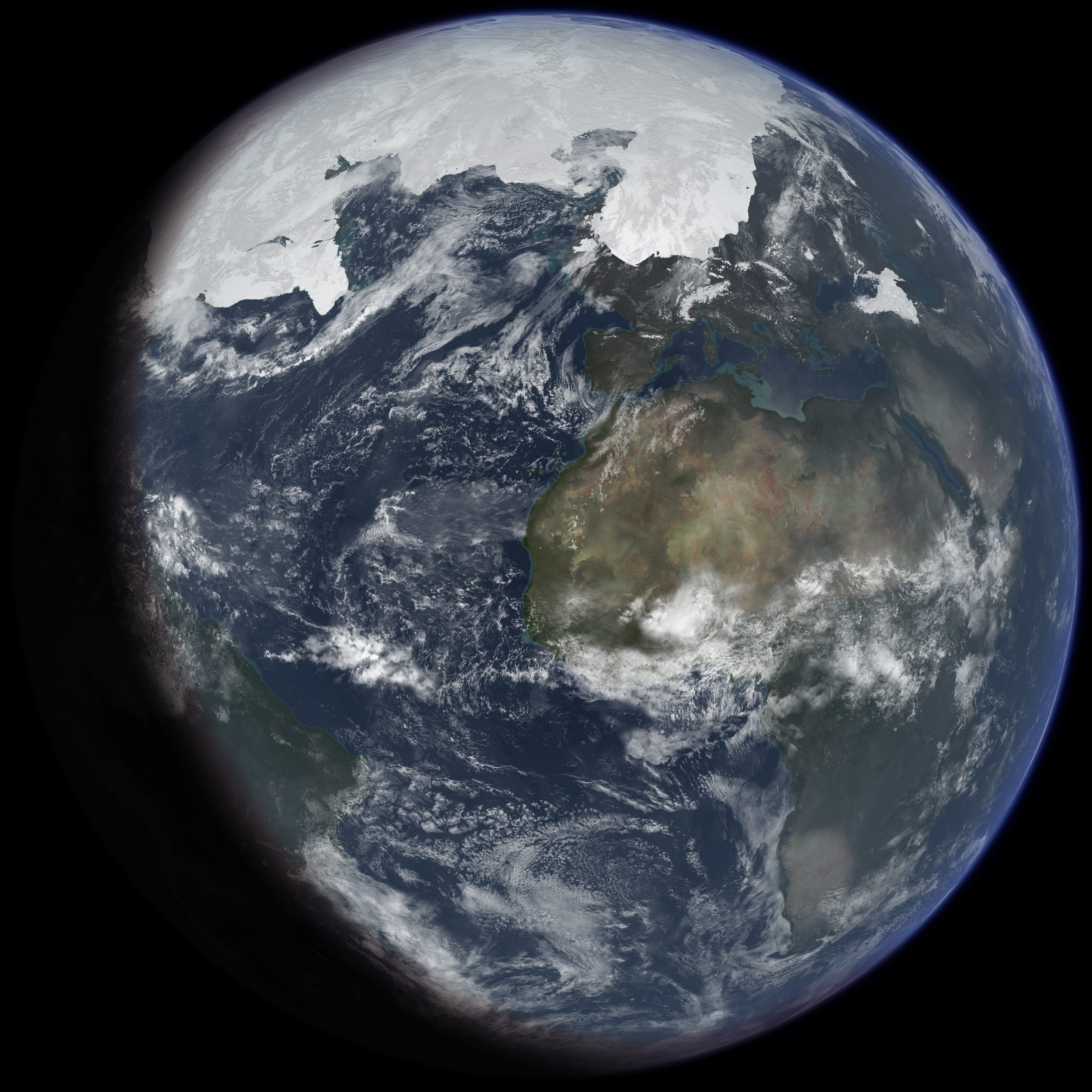
Représentation artistique de l'englacement lors du dernier maximum glaciaire (DMG) selon Ice age terrestrial carbon changes revisited de Thomas J. Crowley.

Une glaciation (ou englaciation) est une période glaciaire ou ère glaciaire, c'est-à-dire à la fois une phase paléoclimatique froide et une période géologique de la Terre durant laquelle une partie importante des continents est englacée. L'histoire de la Terre est marquée par de nombreux épisodes glaciaires au cours de refroidissements climatiques. Le Quaternaire se caractérise par leur relative fréquence et leur régularité.

## Historique des recherches sur les glaciations

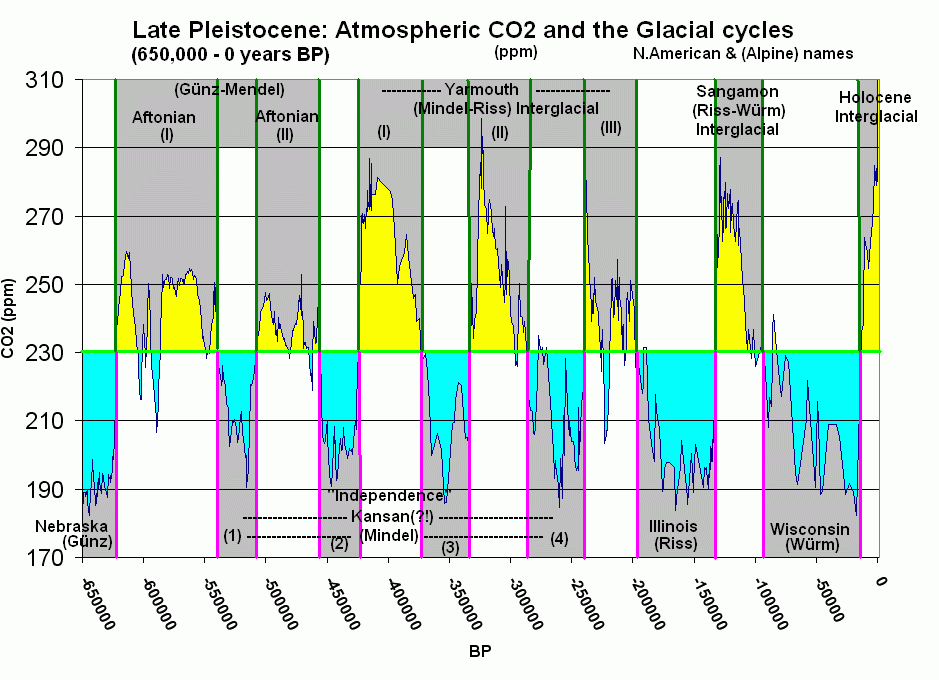
Cycles Glaciaires-Interglaciaires du Pléistocène illustrés par les variations du carbone atmosphérique mesurées dans les carottages glaciaires (subdivisions nord-américaines et européennes et tentative de corrélations).

Les glaciations ont d'abord été mises en évidence grâce à leurs manifestations géomorphologiques (moraines, blocs erratiques) dans les vallées alpines à la fin du XIXe siècle. La glaciation de Würm, manifestation locale de la dernière période glaciaire, a été définie par Albrecht Penck et Eduard Brückner au début du XXe siècle, qui lui ont donné le nom d'un tributaire du Danube, la Würm, comme les glaciations alpines précédentes : les glaciations Riss, Mindel, Günz et Donau. La définition de la glaciation de Würm repose sur les observations des conséquences géologiques de la baisse importante des températures moyennes sur une longue période (nappe fluvio-glaciaire, moraines) dans le massif alpin.
Depuis les années 1950, l'étude des rapports entre les différents isotopes de l'oxygène dans les sédiments prélevés par carottage au fond des océans a confirmé et précisé l'existence de nombreuses fluctuations climatiques plus ou moins cycliques. Elle a permis de définir des stades isotopiques marins, bases d'une chronologie isotopique.

## Les causes des glaciations et des déglaciations

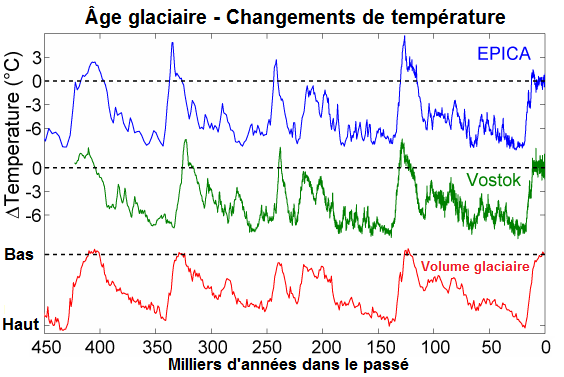
Variations (pour deux sites d'études des glaces polaires : EPICA en bleu, et Vostok en vert) des températures et du volume (en rouge) des glaces durant les derniers cycles glaciaires et interglaciaires.

Les causes des périodes glaciaires ne sont pas entièrement comprises, qu'il s'agisse des périodes glaciaires à grande échelle ou du flux et reflux des périodes glaciaires et interglaciaires au sein d'une période glaciaire, point culminant d'un refroidissement climatique. Le consensus est que plusieurs facteurs sont importants : 
- la composition de l'atmosphère, comme les concentrations de dioxyde de carbone et de méthane (les niveaux spécifiques de ces gaz au cours des 800 000 dernières années sont désormais connus grâce aux nouveaux échantillons de carottes de glace provenant du forage au Dôme C du projet EPICA en Antarctique) ;
- les changements de l'orbite de la Terre autour du Soleil connus sous le nom de cycles de Milankovitch ;
- le mouvement des plaques tectoniques entraînant des changements dans l'emplacement relatif et la quantité de croûte continentale et océanique à la surface de la Terre, ce qui affecte les vents et les courants océaniques ;
- les variations de la production solaire ;
- la dynamique orbitale du système Terre-Lune ;
- l'impact de météorites relativement grandes et le volcanisme, y compris les éruptions de supervolcans[4].

Certains de ces facteurs s'influencent mutuellement. Par exemple, les changements dans la composition de l'atmosphère terrestre (en particulier les concentrations de gaz à effet de serre) peuvent modifier le climat, tandis que le changement climatique lui-même peut modifier la composition de l'atmosphère (par exemple en modifiant la vitesse à laquelle l'altération atmosphérique élimine le CO2).
Maureen Raymo, William Ruddiman et d'autres proposent que les plateaux du Tibet et du Colorado soient d'immenses absorbeurs de CO2, capables d'éliminer suffisamment de CO2 de l'atmosphère pour être un facteur causal significatif de la tendance au refroidissement du Cénozoïque depuis 40 millions d'années. Ils affirment en outre qu'environ la moitié de leur soulèvement (et de leur capacité d'épuration du CO2) s'est produite au cours des 10 derniers millions d'années,.

### Changements dans l'atmosphère terrestre
Il existe des preuves que les niveaux de gaz à effet de serre ont baissé au début des périodes glaciaires et ont augmenté pendant le retrait des calottes glaciaires, mais il est difficile d'établir la cause et l'effet (voir les notes ci-dessus sur le rôle de l'altération atmosphérique). Les niveaux de gaz à effet de serre peuvent également avoir été affectés par d'autres facteurs qui ont été proposés comme causes des périodes glaciaires, tels que le mouvement des continents et le volcanisme.
L'hypothèse de la Terre boule de neige soutient que le gel sévère de la fin du Protérozoïque a pris fin par une augmentation des niveaux de CO2 dans l'atmosphère, principalement à cause des volcans, et certains partisans de l'hypothèse Terre boule de neige soutiennent qu'elle a été causée en premier lieu par une réduction du CO2. L'hypothèse met également en garde contre de futures Terres boule de neige.
En 2009, de nouvelles preuves ont été apportées que les changements d'insolation constituent le déclencheur initial du réchauffement de la Terre après une période glaciaire, des facteurs secondaires comme l'augmentation des gaz à effet de serre expliquant l'ampleur du changement.

### Position des continents
Les archives géologiques semblent montrer que les périodes glaciaires commencent lorsque les continents sont dans des positions qui bloquent ou réduisent le flux d'eau chaude de l'équateur vers les pôles et permettent ainsi la formation de calottes glaciaires. Les calottes glaciaires augmentent la réflectivité de la Terre et réduisent ainsi l'absorption du rayonnement solaire. Avec moins de rayonnement absorbé, l'atmosphère se refroidit ; ce refroidissement permet aux calottes glaciaires de se développer, ce qui augmente encore la réflectivité dans une boucle de rétroaction positive. L'ère glaciaire se poursuit jusqu'à ce que la réduction de l'altération atmosphérique entraîne une augmentation de l'effet de serre.
Il existe trois facteurs principaux liés à la disposition des continents qui entravent le mouvement de l'eau chaude vers les pôles :
- un continent se trouve au-dessus d'un pôle, comme c'est le cas de l'Antarctique aujourd'hui ;
- une mer polaire est presque enclavée, comme l'est aujourd'hui l'océan Arctique ;
- un supercontinent couvre la majeure partie de l'équateur, comme Rodinia pendant le Cryogénien.

Étant donné que la Terre d'aujourd'hui possède un continent au-dessus du pôle Sud et un océan presque fermé sur le pôle Nord, les géologues pensent que la Terre continuera à connaître des périodes glaciaires dans un avenir géologiquement proche[réf. nécessaire].
Certains scientifiques pensent que l'Himalaya est un facteur majeur dans l'ère glaciaire actuelle, car ces montagnes ont augmenté les précipitations totales de la Terre et donc la vitesse à laquelle le dioxyde de carbone est éliminé de l'atmosphère, diminuant ainsi l'effet de serre. La formation de l'Himalaya a commencé il y a environ 70 millions d'années lorsque la plaque indo-australienne est entrée en collision avec la plaque eurasienne, et l'Himalaya s'élève toujours d'environ 5 mm par an, car la plaque indo-australienne se déplace toujours à 67 mm/an. L'histoire de l'Himalaya correspond globalement à la diminution à long terme de la température moyenne de la Terre depuis le milieu de l'Éocène, il y a 40 millions d'années.

### Fluctuations des courants océaniques
Une autre contribution importante aux régimes climatiques anciens est la variation des courants océaniques, qui sont modifiés par la position des continents, le niveau et la salinité des mers, ainsi que par d'autres facteurs. Ils ont la capacité de refroidir (par exemple, en contribuant à la création de la glace de l'Antarctique) et la capacité de réchauffer (par exemple, en donnant aux îles britanniques un climat tempéré par opposition à un climat subpolaire). La fermeture de l'isthme de Panama, il y a environ 3 millions d'années, pourrait avoir inauguré la période actuelle de forte glaciation sur l'Amérique du Nord en mettant fin à l'échange d'eau entre les océans tropicaux Atlantique et Pacifique.
Les analyses suggèrent que les fluctuations des courants océaniques peuvent expliquer de manière adéquate les récentes oscillations glaciaires. Au cours de la dernière période glaciaire, le niveau de la mer a fluctué de 20 à 30 m à mesure que l'eau était séquestrée, principalement dans les calottes glaciaires de l'hémisphère Nord. Lorsque la glace s'est accumulée et que le niveau de la mer a suffisamment baissé, le flux à travers le détroit de Béring (l'étroit détroit entre la Sibérie et l'Alaska a une profondeur d'environ 50 m aujourd'hui) a été réduit, ce qui a entraîné une augmentation du flux en provenance de l'Atlantique Nord. Cela a réaligné la circulation thermohaline dans l'Atlantique, augmentant le transport de chaleur vers l'Arctique, ce qui a fait fondre l'accumulation de glace polaire et réduit les autres calottes glaciaires continentales. La libération d'eau a de nouveau fait monter le niveau des mers, rétablissant l'entrée d'eau plus froide en provenance du Pacifique, ce qui a entraîné une modification de l'accumulation de glace dans l'hémisphère nord.
Selon une étude publiée dans la revue Nature en 2021, toutes les périodes glaciaires des derniers 1,5 million d'années ont été associées à des déplacements vers le nord d'icebergs antarctiques en train de fondre qui ont modifié les schémas de circulation océanique, entraînant une augmentation de la quantité de CO2 extraite de l'atmosphère. Les auteurs suggèrent que ce processus pourrait être perturbé à l'avenir, car l'océan Austral deviendra trop chaud pour que les icebergs puissent se déplacer suffisamment loin pour déclencher ces changements,.

### Soulèvement du plateau tibétain
La théorie géologique de Matthias Kuhle (en) sur le développement des périodes glaciaires a été suggérée par l'existence d'une couche de glace recouvrant le plateau tibétain pendant les périodes glaciaires. Selon Kuhle, le soulèvement du plateau du Tibet au-delà de la limite des neiges a fait passer une surface d'environ 2 400 000 kilomètres carrés  de la terre nue à la glace avec un albédo supérieur de 70 %. La réflexion de l'énergie dans l'espace a entraîné un refroidissement global, déclenchant la période glaciaire du Pléistocène. Comme ce haut plateau se trouve à une latitude subtropicale, avec une insolation 4 à 5 fois supérieure à celle des zones de haute latitude, ce qui serait la surface la plus chaude de la Terre s'est transformé en surface de refroidissement.
Kuhle explique les périodes interglaciaires par le cycle de 100 000 ans des changements de rayonnement dus aux variations de l'orbite de la Terre. Ce réchauffement relativement insignifiant, combiné à l'abaissement des zones de glace intérieure nordique et du Tibet dû au poids de la charge glaciaire superposée, a conduit au dégel complet répété des zones de glace intérieure,,,.

### Variations de l'orbite de la Terre

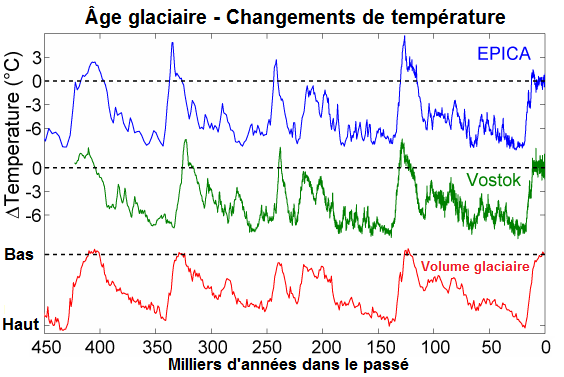
Variations (pour deux sites d'études des glaces polaires : EPICA en bleu, et Vostok en vert) des températures et du volume (en rouge) des glaces durant les derniers cycles glaciaires et interglaciaires.

Les cycles de Milankovitch sont un ensemble de variations cycliques des caractéristiques de l'orbite de la Terre autour du Soleil. Chaque cycle a une durée différente, de sorte que, à certains moments, leurs effets se renforcent mutuellement et à d'autres, ils s'annulent (partiellement).
Il existe des preuves solides que les cycles de Milankovitch affectent l'apparition de périodes glaciaires et interglaciaires au sein d'une ère glaciaire. L'ère glaciaire actuelle est la plus étudiée et la mieux comprise, en particulier les 400 000 dernières années, car c'est la période couverte par les carottes de glace qui enregistrent la composition de l'atmosphère et les indicateurs de température et de volume de glace. Au cours de cette période, la correspondance des fréquences glaciaires/interglaciaires avec les périodes de forçage orbital de Milanković est si proche que le forçage orbital est généralement accepté. Les effets combinés du changement de la distance au Soleil, de la précession de l'axe de la Terre et du changement de l'inclinaison de l'axe de la Terre redistribuent la lumière solaire reçue par la Terre. Les changements de l'inclinaison de l'axe de la Terre, qui affectent l'intensité des saisons, sont particulièrement importants. Par exemple, la quantité d'influx solaire en juillet à 65 degrés de latitude nord varie jusqu'à 22 % (de 450 W/m2 à 550 W/m2). On pense généralement que les calottes glaciaires avancent lorsque les étés deviennent trop frais pour faire fondre toutes les chutes de neige accumulées l'hiver précédent. Certains pensent que la force du forçage orbital est trop faible pour déclencher des glaciations, mais des mécanismes de rétroaction comme le CO2 peuvent expliquer ce décalage.
Alors que le forçage de Milankovitch prédit que les changements cycliques des éléments orbitaux de la Terre peuvent être exprimés dans l'enregistrement des glaciations, des explications supplémentaires sont nécessaires pour expliquer quels cycles sont observés comme étant les plus importants dans le calendrier des périodes glaciaires interglaciaires. En particulier, au cours des 800 000 dernières années, la période dominante de l'oscillation glaciaire interglaciaire a été de 100 000 ans, ce qui correspond aux changements de l'excentricité orbitale et de l'inclinaison orbitale de la Terre. Pourtant, c'est de loin la plus faible des trois fréquences prédites par Milankovitch. Pendant la période de 3,0 à 0,8 millions d'années, le modèle dominant de glaciation correspondait à la période de 41 000 ans de changements de l'obliquité (inclinaison de l'axe) de la Terre. Les raisons de la prédominance d'une fréquence par rapport à une autre sont mal comprises et constituent un domaine de recherche actif, mais la réponse est probablement liée à une forme de résonance dans le système climatique de la Terre. Des travaux récents suggèrent que le cycle de 100 000 ans domine en raison de l'augmentation de la banquise du pôle Sud qui accroît la réflectivité solaire totale,.
L'explication « traditionnelle » de Milankovitch peine à expliquer la prédominance du cycle de 100 000 ans sur les 8 derniers cycles. Richard A. Muller, Gordon J. F. MacDonald,,, et d'autres ont fait remarquer que ces calculs concernent une orbite bidimensionnelle de la Terre, mais que l'orbite tridimensionnelle présente également un cycle d'inclinaison orbitale de 100 000 ans. Ils ont proposé que ces variations d'inclinaison orbitale entraînent des variations d'insolation, car la Terre entre et sort des bandes de poussière connues dans le Système solaire. Bien que ce mécanisme soit différent de la vision traditionnelle, les périodes prédites au cours des 400 000 dernières années sont presque les mêmes. La théorie de Muller et MacDonald, à son tour, a été contestée par Jose Antonio Rial.
Un autre chercheur, William Ruddiman, a proposé un modèle qui explique le cycle de 100 000 ans par l'effet modulateur de l'excentricité (faible cycle de 100 000 ans) sur la précession (cycle de 26 000 ans), combiné aux rétroactions des gaz à effet de serre dans les cycles de 41 000 et 26 000 ans. Une autre théorie encore a été avancée par Peter Huybers (en) qui a soutenu que le cycle de 41 000 ans a toujours été dominant, mais que la Terre est entrée dans un mode de comportement climatique où seul le deuxième ou le troisième cycle déclenche une période glaciaire. Cela impliquerait que la périodicité de 100 000 ans est en réalité une illusion créée en faisant la moyenne des cycles de 80 000 et 120 000 ans. Cette théorie est cohérente avec un modèle empirique simple à plusieurs états proposé par Didier Paillard. Paillard suggère que les cycles glaciaires du Pléistocène supérieur peuvent être considérés comme des sauts entre trois états climatiques quasi stables. Les sauts sont induits par le forçage orbital, alors qu'au début du Pléistocène, les cycles glaciaires de 41 000 ans résultaient de sauts entre deux états climatiques seulement. Un modèle dynamique expliquant ce comportement a été proposé par Peter Ditlevsen, ce qui vient appuyer la suggestion selon laquelle les cycles glaciaires du Pléistocène supérieur ne sont pas dus au faible cycle d'excentricité de 100 000 ans, mais à une réponse non linéaire au cycle d'obliquité de 41 000 ans principalement.

### Variations de la production d'énergie du Soleil
Il existe au moins deux types de variations de la production d'énergie du Soleil :
- à très long terme, les astrophysiciens pensent que la production du Soleil augmente d'environ 7 % tous les milliards (109) d'années ;
- les variations à court terme, comme les cycles de taches solaires, et les épisodes plus longs, comme le minimum de Maunder, qui s'est produit pendant la partie la plus froide du petit âge glaciaire.

L'augmentation à long terme de la production d'énergie du Soleil ne peut pas être une cause des périodes glaciaires.

### Volcanisme
Les éruptions volcaniques peuvent avoir contribué au début et/ou à la fin des périodes glaciaires. À certains moments du paléoclimat, les niveaux de dioxyde de carbone étaient deux ou trois fois plus élevés qu'aujourd'hui. Les volcans et les mouvements des plaques continentales ont contribué à la présence de grandes quantités de CO2 dans l'atmosphère. Le dioxyde de carbone émis par les volcans a probablement contribué aux périodes où les températures globales étaient les plus élevées. Une explication suggérée du maximum thermique du passage Paléocène-Éocène est que les volcans sous-marins ont libéré le méthane des clathrates et ont ainsi provoqué une augmentation importante et rapide de l'effet de serre. Il ne semble pas y avoir de preuves géologiques de telles éruptions au moment opportun, mais cela ne prouve pas qu'elles n'ont pas eu lieu.

## Les conséquences des glaciations

### Conséquences globales
Lors d'une période glaciaire, les phénomènes suivants se produisent à la suite du refroidissement climatique :
- formation d'inlandsis : ils s'installent progressivement sur les régions continentales des hautes latitudes, avec une épaisseur maximale de l'ordre de 3 km, et fluent vers leurs marges, détruisant les habitats naturels en place et arasant une partie des reliefs ;
- baisse du niveau de la mer (glacio-eustasie) : le stockage de glace sur les continents provoque la baisse du niveau des océans (de l'ordre de 120 m lors de la dernière période glaciaire) et provoque l'émersion d'une partie des plateaux continentaux ;
- contraction océanique ;
- mouvements tectoniques verticaux (glacio-isostasie) : sous le poids de la glace, des mouvements tectoniques verticaux affectent les régions englacées et leurs marges (enfoncement lors de la glaciation, soulèvement ou rebond isostasique lors de la déglaciation) ;
- modification de la circulation océanique mondiale : elle est alors complètement transformée (avec des influences réciproques, complexes et méconnues dans le détail, sur le climat).

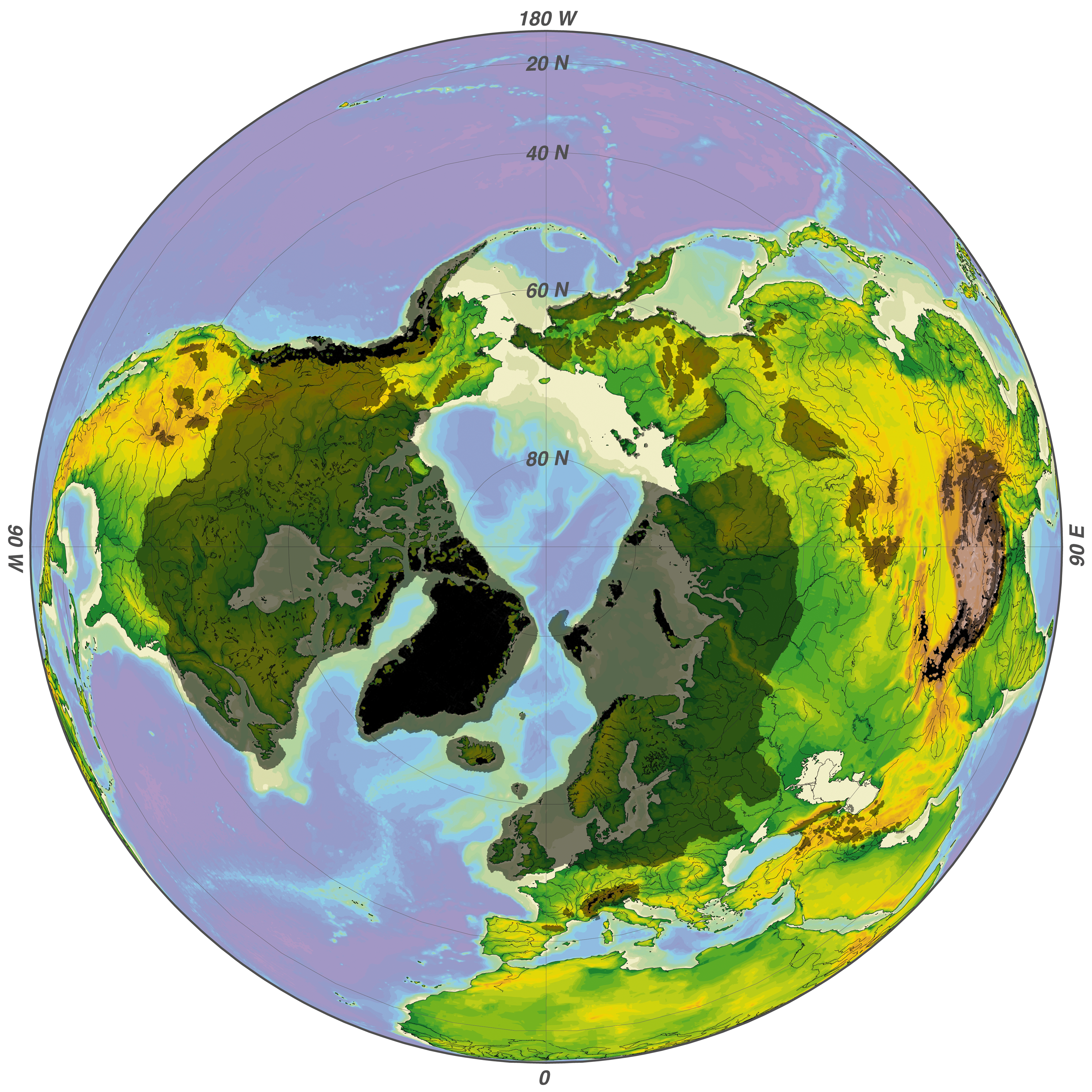
Minimum (Interglaciaire, en noir) et maximum (Glaciaire, en gris) pour les dernières glaciations (quaternaires) de l'hémisphère Nord.
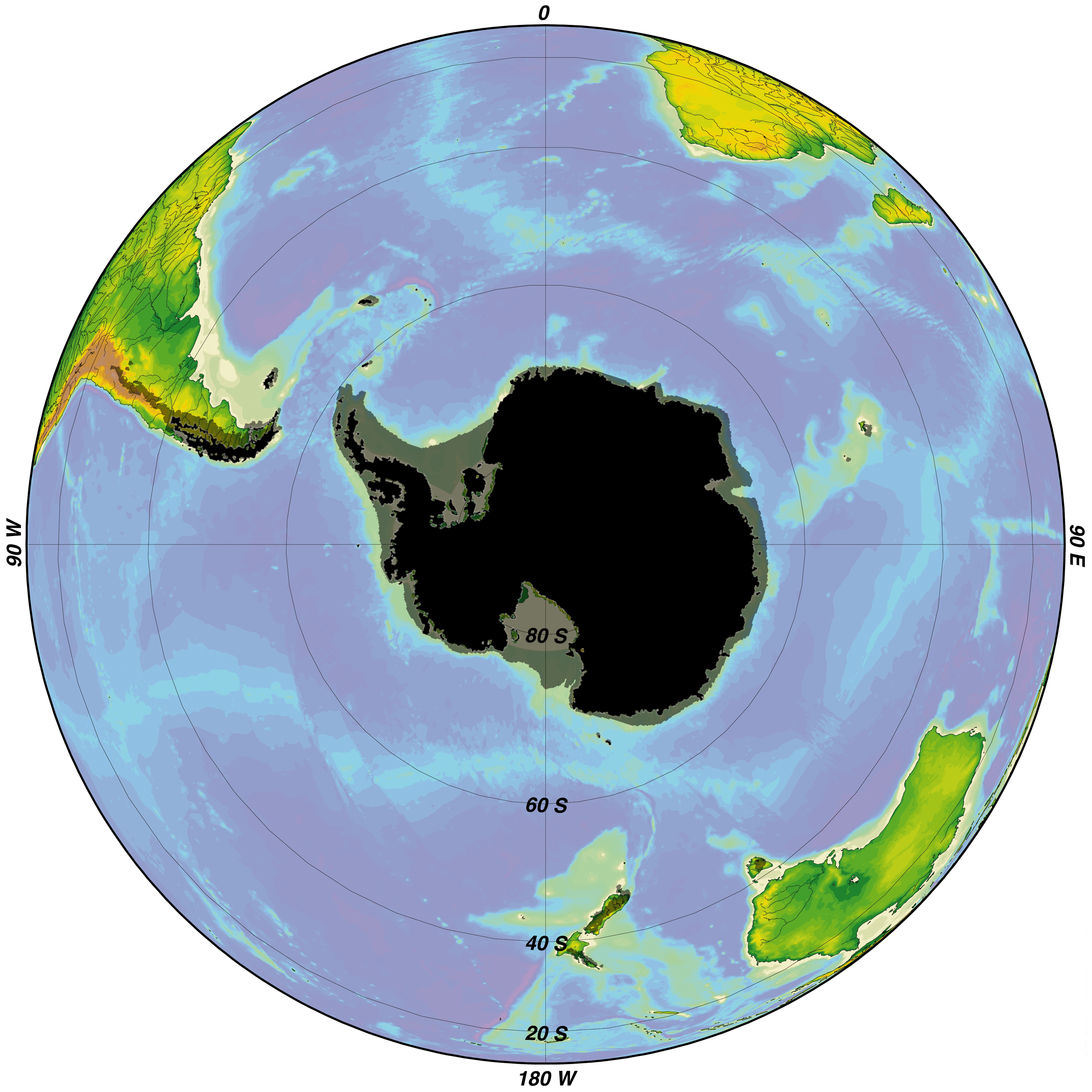
Minimum (Interglaciaire, en noir) et maximum (Glaciaire, en gris) pour les dernières glaciations (quaternaires) de l'hémisphère Sud.

### Conséquences sur la biodiversité
Pour survivre en période glaciaire, les espèces soumises à un climat trop froid pour elles doivent descendre en altitude vers les plaines et/ou en latitude pour se rapprocher de l'équateur. Elles doivent le faire d'autant plus qu'elles sont sensibles au froid. Elles survivent alors en populations moins nombreuses et parfois moins denses dans des régions refuges moins touchées par le froid. Cependant, durant le Pléistocène un grand nombre d'espèces n'ont pas su migrer assez rapidement ou n'ont pas trouvé de refuge glaciaire suffisant, et n'ont donc pas survécu aux glaciations, ce qui explique en partie la plus faible biodiversité actuelle aux moyennes et hautes latitudes par rapport aux basses latitudes où les changements climatiques ont été plus modérés. Ensuite, le retrait des glaciers peut aussi laisser des populations dites reliques d'espèces boréales en altitude dans des massifs montagneux méridionaux dont les conditions sont analogues aux zones boréales.
La biodiversité des régions tempérées de l'hémisphère Nord a connu globalement une forte érosion durant les glaciations du Pléistocène. En Europe notamment, où des barrières écologiques (montagnes, mers) s'étendent surtout le long des parallèles en bloquant les migrations Nord-Sud, une partie importante de la riche flore qui caractérisait les forêts européennes de la fin du Tertiaire a entièrement disparu,.
Du fait du caractère très récent des glaciations du Pléistocène, leur impact reste plus important que le climat actuel pour expliquer les niveaux actuels de biodiversité (nombre d'espèces) par régions pour de nombreux groupes d'espèces vivantes. Par exemple, cela semble expliquer en partie, outre les différences actuelles de climat, la biodiversité plus faible du nord de l'Europe par rapport au sud chez les bousiers. De même, les glaciations semblent avoir eu un impact majeur sur les aires de répartition actuelles des espèces et sur les cortèges d'espèces présentes au sein des différentes zones géographiques. Ce qui s'explique par la faible capacité de dispersion de nombreuses espèces et la présence de barrières écologiques qui ne leur ont pas permis une vaste recolonisation de toutes les régions redevenues favorables durant l'Holocène. Cela semble être le cas par exemple pour la répartition des Carabidés en Europe. Wallace avait déjà formulé en 1876 l'hypothèse selon laquelle les glaciations du Pléistocène ont eu plus d'impact sur la répartition géographique actuelle de la biodiversité que n'en ont eu les évènements plus anciens et l'évolution des écosystèmes au long cours. Les régions qui ont joué un rôle de refuge glaciaire comportent d'ailleurs de nos jours, aussi bien pour la faune que pour la flore, un grand nombre d'espèces reliques qui ont une répartition très restreinte, car elles n'ont pas encore eu le temps durant l'Holocène de recoloniser une aire de répartition potentielle redevenue beaucoup plus vaste.
À l'échelle d'une espèce, le froid a aussi eu pour conséquence l'extinction locale de nombreuses populations au sein de métapopulations alors existantes, avec comme corollaire une réduction de leur diversité génétique intraspécifique,,,,.
Ces effets très négatifs pour la biodiversité peuvent avoir été un peu contrebalancés, par exemple, par la présence de plusieurs péninsules en Europe du Sud qui ont constitué des refuges isolés les uns des autres, favorisant une spéciation allopatrique durant le Pléistocène pour certains groupes d'espèces.
Lors de l'exondation des plateaux continentaux, permis par la baisse des niveaux marins, il y a eu de nouveaux espaces terrestres qui ont pu reconnecter des régions disjointes lors des phases interglaciaires. Par exemple le territoire correspondant actuellement à la France était connecté aux actuelles îles britanniques durant les trois dernières glaciations, permettant aux grands mammifères de passer d'une zone à l'autre en parcourant l'actuel fond de la Manche. De même ce qu'on appelle aujourd'hui la ligne de Wallace, qui sépare, au sein de l'archipel de l'Insulinde, une zone dominée par les espèces du domaine indomalais (Asie tropicale) et une zone dominée par les espèces du domaine australasien, ne peut s'expliquer que par la géographie de la région durant les périodes glaciaires du Pléistocène et non par la géographie actuelle. Une partie importante des îles de la région étaient alors rattachées aux continents asiatique ou australien par la terre ferme, ce qui, dans une certaine mesure, a homogénéisé la faune et la flore dans deux zones de ce qui est aujourd'hui un archipel, tandis que les îles qui étaient restées isolées durant ces périodes glaciaires ont conservé une faune et une flore plus endémiques.

### Conséquences locales

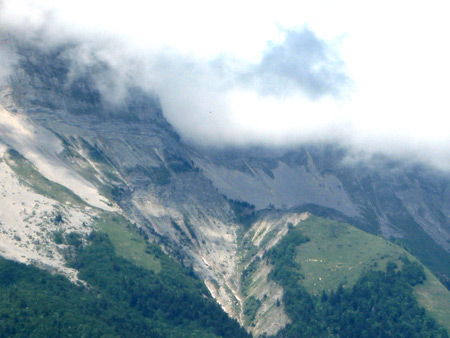
Épaulement sur une arête descendant sur Gresse-en-Vercors.

Les quaternaristes, les chercheurs — géographes, géologues et préhistoriens — qui étudient le système du Quaternaire (ère du Cénozoïque), observent :
- des vallées, des cirques et des moraines. Dans les vallées, en particulier, il est possible de connaître l'altitude atteinte par la glace lors des glaciations en utilisant certaines formes héritées de celles-ci – les sites témoins[38] – tels les épaulements que présentent parfois les arêtes descendues des sommets latéraux en direction du talweg des vallées - ;
- des formations issues de la glace prise dans des sédiments fins dites hydrolaccolites qui regroupent les pingo, palses et lithalses dont les reliques sont des laquets ;
- des formations dites kettles, des drumlins, des pipkrakes, des laquets, des « fers à repasser » et des dreikanters ;
- d'épais dépôts de lœss et de limons, accumulés sur de vastes surfaces en Amérique du Nord, sur les plateaux et les plaines d'Europe moyenne et en Chine septentrionale et, dans l'hémisphère Sud, en Argentine (Pampa). Transportés par le vent, les lœss finissent par former une couverture plus ou moins épaisse (jusqu'à 200 m en Chine[39]), rendant fertiles ces régions mais en posant des problèmes de stabilité (sols très vulnérables à l'érosion). Par exemple, la région des Börde (en Allemagne) ou celle de Shanxi (vallée du fleuve Jaune en Chine) sont tapissées de lœss.

Certains paysages actuels (formations végétales, lacs, etc.) sont des héritages directs de ces épisodes climatiques :
- des landes[réf. nécessaire] d'origine glaciaire : par exemple, la plaine de la Geest (Allemagne) et la plaine polonaise sont concernées par les dépôts morainiques du Quaternaire avec de nombreuses landes (Lande de Lunebourg) ou de collines (Mazurie polonaise) encadrant des fleuves qui coulent vers le nord ;
- des paysages de marais et de tourbières (marais de Pinsk en Ukraine) ;
- des lacs (Lac Ladoga, Lac Onega en Russie ; Grands Lacs en Amérique du Nord).

## Les différentes glaciations au cours de l'histoire de la Terre

### Les glaciations anciennes
La Terre conserve les traces de glaciations anciennes. La glaciation Varanger, il y a 750 millions d'années, par exemple, fut particulièrement importante. La glace semble avoir couvert à cette époque presque toute la planète, jusqu'à l'équateur. Nous connaissons également des traces de glaciations au cours de :
- la glaciation de Pongola (à −2 900 Ma) ;
- l'Huronien (de −2 400 Ma à −2 100 Ma) ;
- le Cryogénien (de −720 Ma à −635 Ma) ;
- l'Andéen-Saharien, à l'Ordovicien (de −450 Ma à −420 Ma) ;
- la glaciation du Karoo, à la jonction Carbonifère - Permien (de −360 Ma à −260 Ma).

### Les cycles glaciaires récents et leurs traces dans les paysages

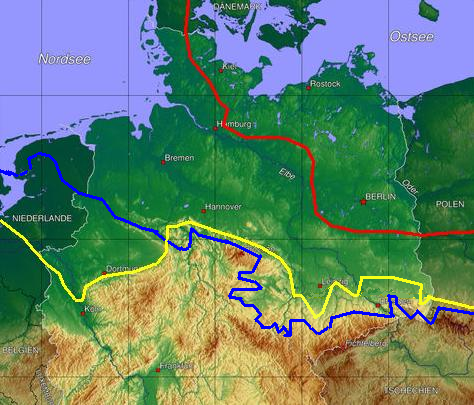
Les limites des dernières glaciations en Europe Nord centrale ; en rouge : le maximum du Vistulien, en jaune de la glaciation du Saale (Drenthe stage) ; en bleu : la glaciation de Mindel.

La période récente du Cénozoïque est marquée par le retour de glaciations, dites quaternaires, d'environ 2,6 millions d'années à 12 000 ans avant le présent.
Les glaciations quaternaires correspondent à la mise en place d'un climat qui se refroidit et au retour cyclique de périodes froides (dites glaciaires) et tempérées (interglaciaires). Il y a environ 12 000 ans a débuté la période interglaciaire actuelle, l'Holocène.
Le Pléistocène supérieur correspond au dernier cycle interglaciaire/glaciaire (d'environ 130 000 à 12 000 avant le présent) qui se termine par le Tardiglaciaire.
Les glaciations quaternaires ont produit des inlandsis, des calottes glaciaires et le développement de langues glaciaires qui ont couvert et marqué de nombreuses montagnes, y compris en zone intertropicale et des espaces aujourd'hui submergés par la remontée de la mer (plateau continental) qui a suivi la déglaciation.
Les glaces épaisses et les eaux de fonte latérales ont raboté certains reliefs ou entamé le sol d'une manière spécifique. Leur fonte a ensuite libéré une énorme quantité d'eau ; cette double action, associée à des phénomènes de cryoturbation, de solifluxion (gélifluxion) a laissé de nombreuses traces encore visibles dans les régions anciennement englacées. Ces traces forment des sites témoins permettant de calculer l'altitude de la surface du glacier au pléniglaciaire.
Certains modelés d'accumulation et d'érosion en sont notamment caractéristiques. Les ôs, drumlins et chenaux proglaciaires marquent ainsi encore de nombreux reliefs glaciaires et périglaciaires des Alpes, des Pyrénées, des Vosges, du Massif central et de l'Alaska, du Spitzberg, de l'Islande, etc.

### La dernière glaciation

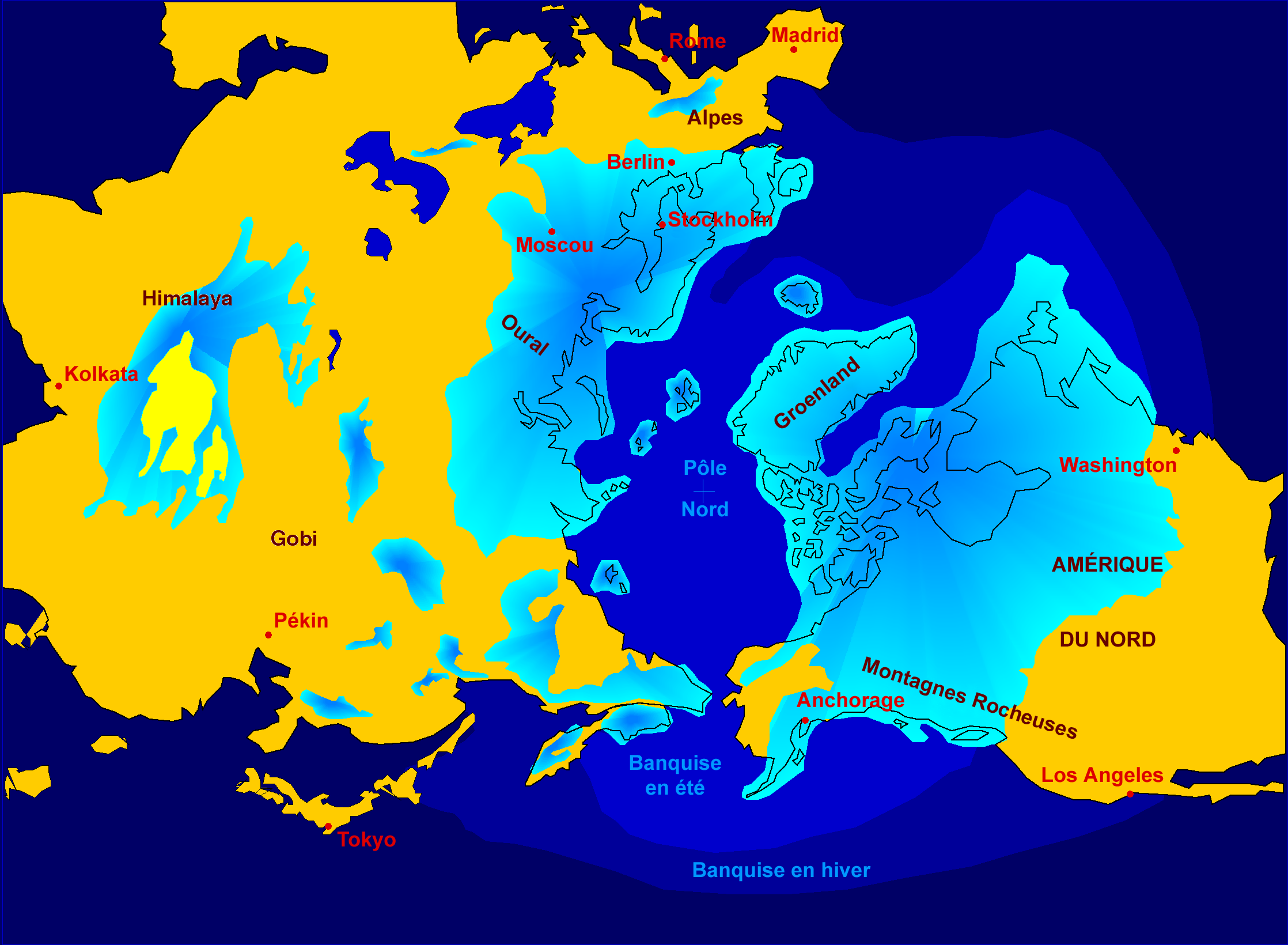
Étendue des calottes et inlandsis de l'hémisphère Nord lors du dernier maximum glaciaire (le trait de côte ne correspond pas au niveau des mers d'il y a 22-18000 ans, 120 m plus bas en moyenne).

Le dernier épisode glaciaire (environ 120 000 à 10 000 ans) est nommé glaciation de Würm dans les Alpes, Vistulien en Europe du Nord et glaciation de Wisconsin en Amérique du Nord.
Les principaux inlandsis se situaient :
- sur le bouclier canadien et les Rocheuses ;
- dans les Andes au niveau de la Bolivie et de la Patagonie ;
- en Islande ;
- sur les îles Britanniques, l'Europe du Nord, le nord de la Russie et de la Sibérie ;
- dans l'Altaï ;
- dans les Monts de Verkhoïansk ;
- dans l'Himalaya, l'Hindou Kouch, les monts Tian Shan et Kunlun.

Ces régions en conservent les traces géomorphologiques.

### Le Petit Âge glaciaire

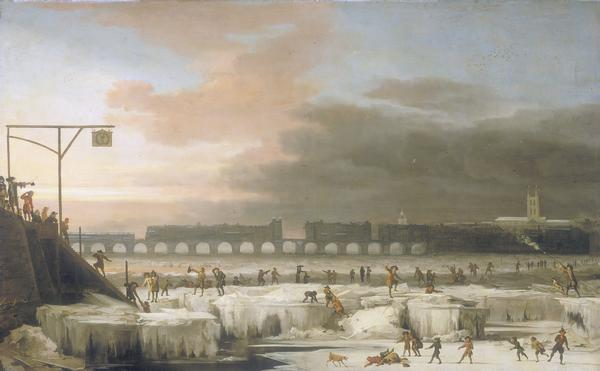
La Tamise gelée en 1677.

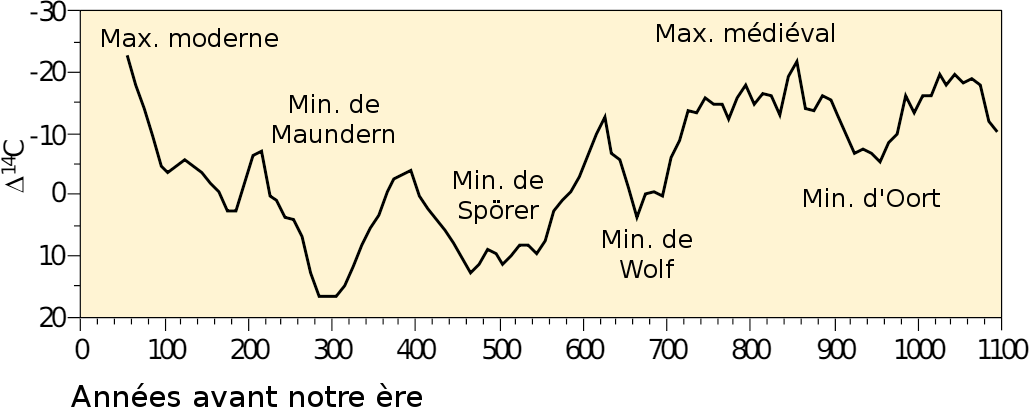
Fluctuations de l'activité solaire sur un millénaire.

Le Petit Âge glaciaire ne correspond pas à une glaciation à proprement parler mais à une fluctuation climatique froide à l'intérieur de l'Interglaciaire Holocène, d'autant mieux mis en évidence qu'il est récent.
L'hémisphère Nord a connu un net refroidissement, entamé dans la seconde moitié du XIVe siècle — avec un minimum thermique au XVIIe siècle — qui a persisté jusqu'au début du XIXe siècle. Appelée « petite glaciation » ou « Petit Âge Glaciaire », il s'agit d'une période centrée sur le « minimum de Maunder » (1645-1715 proprement dit), qui semble correspondre à une faible activité solaire (ses taches étaient d'ailleurs peu visibles). Il semble également qu'à cette faible activité solaire se soit ajoutée une importante éruption du Laki en 1783 en Islande, provoquant un hiver volcanique. Elle fut marquée par une série d'hivers particulièrement rigoureux, accompagnés de disettes et de famines.
Les conséquences de cet épisode froid ne sont pas négligeables, le climat en Islande et au Groenland était relativement doux pendant les trois cents premières années qui suivirent la colonisation viking. Il s'est ensuite fortement refroidi, y interdisant l'agriculture et y faisant disparaître les forêts. L'hiver volcanique causé par l'éruption du Laki lui a eu d'importantes répercussions en Europe, provoquant des récoltes désastreuses. Il s'agit probablement de l'un des facteurs qui mèneront à la révolution française de 1789.[réf. nécessaire]

### Le retournement de 1900-1910
Le XIXe siècle aurait vu les températures descendre jusque vers 1900-1910 dans le cadre d'un cycle lent de 5 000 ans dû à la mécanique orbitale, pouvant faire craindre un nouvel âge glaciaire, mais la tendance se serait alors inversée.

## Chronologie des cycles glaciaires

### Chronologie relative
La chronologie des cycles glaciaires répond aux règles stratigraphiques et à la définition de stratotypes, utilisables dans la région où ils ont été définis. La chronologie alpine, si elle a le mérite d'être la première établie, est fondée sur les traces morphologiques laissées par les moraines (Cf. travaux au XIXe siècle de Penck & Bruckner). Les glaciations les plus puissantes ou les plus récentes sont mieux enregistrées : la poussée du glacier détruit à chaque cycle les traces les plus anciennes. Ainsi seulement quatre grands cycles avaient initialement été reconnus. Les corrélations entre enregistrements sont parfois délicates.
| Période glaciaire           | Âge (années) | Période interglaciaire                |
| --------------------------- | ------------ | ------------------------------------- |
| période glaciaire de Günz   | 600 000      |                                       |
| période glaciaire de Günz   | 540 000      | période interglaciaire de Günz-Mindel |
| période glaciaire de Mindel | 480 000      | période interglaciaire de Günz-Mindel |
| période glaciaire de Mindel | 430 000      | période interglaciaire de Mindel-Riss |
| période glaciaire de Riss   | 240 000      | période interglaciaire de Mindel-Riss |
| période glaciaire de Riss   | 180 000      | période interglaciaire de Riss-Würm   |
| période glaciaire de Würm   | 120 000      | période interglaciaire de Riss-Würm   |
| période glaciaire de Würm   | 10 000       |                                       |

| Nom          | Type de période | Début et fin en milliers d'années |
| ------------ | --------------- | --------------------------------- |
| Pastonien    | interglaciaire  | 600 – 800                         |
| Prépastonien | glaciaire       | 800 – 1300                        |
| Bramertonien | interglaciaire  | 1300 – 1550                       |

### Chronologie isotopique
La présence de l'isotope 18 de l'oxygène (18O) est moins importante dans les eaux océaniques proches des pôles que dans celles proches de l'équateur. Ceci est dû au fait que cet isotope est plus lourd que l'isotope 16O ; en conséquence, il s'évapore plus difficilement et se condense plutôt facilement, ce qui empêche sa migration importante vers les pôles.[réf. nécessaire]
Si on analyse un échantillon de glace ancienne, moins il y a d'isotope 18O, plus il faisait froid au moment de la formation de la glace. Au contraire, dans une carotte provenant des tropiques (sédiments issus de foraminifères benthiques), l'augmentation de l'isotope 18O signe un refroidissement global (diminution de la température marine et accumulation de glace aux pôles).[Pas dans la source]
Les sédiments des fonds océaniques et les glaces accumulées aux pôles ou au Groenland ont gardé les traces des variations de concentration des isotopes de l'oxygène au cours du temps. Par exemple, la glace formée il y a 10 000 ans permet de connaître la concentration en isotope 18O de l'atmosphère de cette époque. Selon la concentration, on peut donc reconstituer les fluctuations des températures globales au cours de longues périodes et définir ainsi les stades isotopiques de l'oxygène.[réf. nécessaire]

### Corrélations entre chronologies régionales et chronologie isotopique
| Index   | Nom         | Nom             | Nom                      | Nom                   | Type de période   | Date de début et de fin (en milliers d'années) | Stade isotopique | Époque      |
| Index   | Alpine      | Nord-américaine | Nord-européenne          | Grande-Bretagne       | Type de période   | Date de début et de fin (en milliers d'années) | Stade isotopique | Époque      |
| ------- | ----------- | --------------- | ------------------------ | --------------------- | ----------------- | ---------------------------------------------- | ---------------- | ----------- |
|         |             |                 |                          | Flandrien             | interglaciaire    | auj. – 12                                      | 1                | Holocène    |
| 1re     | Würm        | Wisconsinien    | Weichsélien ou Vistulien | Devensien             | période glaciaire | 12 – 110                                       | 2-4 et 5a-d      | Pléistocène |
|         | Riss-Würm   | Sangamonien     | Éémien                   | Ipswichien            | interglaciaire    | 110 – 130                                      | 5e               | Pléistocène |
| 2e      | Riss        | Illinoien       | Saalien                  | Wolstonien ou Gipping | période glaciaire | 130 – 200                                      | 6                | Pléistocène |
|         | Mindel-Riss | Yarmouthien     | Holsteinien              | Hoxnien               | interglaciaire    | 200 – 300/380                                  | 7,9,11           | Pléistocène |
| 3e – 5e | Mindel      | Kansien         | Elsterien                | Anglien               | période glaciaire | 300/380 – 455                                  | 8,10,12          | Pléistocène |
|         | Günz-Mindel | Aftonien        |                          | Cromerien             | interglaciaire    | 455 – 620                                      | 12-15            | Pléistocène |
| 7e      | Günz        | Nebraskien      | Ménapien                 | Beestonien            | période glaciaire | 620 – 680                                      | 16               | Pléistocène |

## Les glaciations dans la culture
Les romans préhistoriques font souvent état des paysages englacés. C'est le cas de la saga des Enfants de la Terre de Jean Auel.
Bernard du Boucheron a proposé dans Court Serpent une fresque des conséquences du Petit Âge Glaciaire pour les dernières populations Vikings du sud du Groenland.
La série de films d'animation L'Âge de glace et les jeux vidéo dérivés font directement référence aux conséquences des alternances entre épisodes glaciaires et interglaciaires.
La série de livres L'Épouvanteur parle d'âges glaciaires où les Hommes perdent leur savoir car contraints de se réfugier dans des grottes et de s'occuper à leur survie. Les évènements de la série se déroulent peut-être dans un hypothétique monde médiéval avant la dernière glaciation.